# Бакуменко Петро Іванович
Петро Іванович Бакуменко (10 червня 1919, с. Максимівка, нині Прилуцького району, Чернігівської області — 9 січня 1994, м. Київ) — історик, доктор історичних наук, професор.

## Життєпис
Народився 10 червня 1919 року в селі Максимівка (нині Прилуцького району, Чернігівської області.

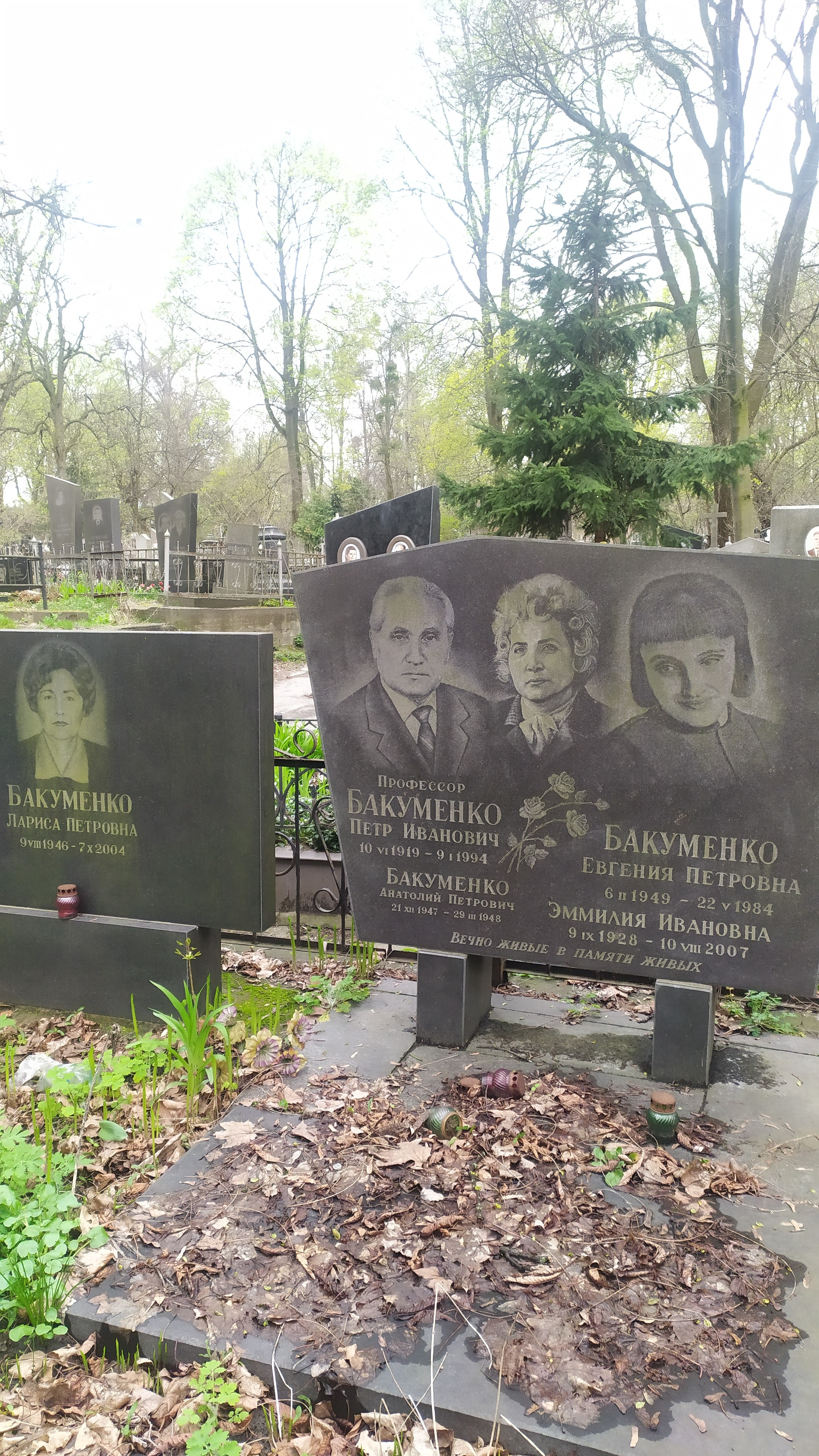
Могила Петра Бакуменка та його родини, Байкове кладовище

1941 року закінчив фізико-математичний факультет Мелітопольського державного педагогічного інституту, 1950 року — історичний факультет Київського педагогічного інституту імені Горького.
1941—1948 роки — служба у лавах Радянської Армії.
Від 1942 року — член КПРС.
1950—1953 роки — викладач, завідує кафедрою історії Львівського політехнічного інституту.
1953—1961 роки — доцент, завідує кафедрою історії Київського інженерно-будівельного інституту.
1961—1987 роки — завідує кафедрою історії КПРС.
1987 року — професор, завідує кафедрою політичної історії Київського педагогічного університету.
Член редколегії кн. «Історія міст і сіл Української РСР. Київська область» (К., 1971).
1965 року — захистив дисертацію на здобуття вченого ступеня доктора історичних наук.
1966 року — присвоєно звання професора.
Був одружений, мав трьох дітей (син Анатолій помер у тримісячному віці). Помер 9 січня 1994 року у Києві. Похований на старій частині Байкового кладовища разом з родиною.

## Нагороди
Нагороджений двома орденами Червоної Зірки, орденом Вітчизняної війни 2-го ступеня та шістьма медалями.

## Праці
- Українська РСР в період відбудови народного господарства 1921—1925 ;рр. / П. І. Бакуменко. — Київ: Вид-во Київського ун-ту, 1960. — 107 с.
- Ленінізм — прапор боротьби радянського народу за перемогу комунізму. — К., 1960.
- Найважливіші форми і методи навчально-виховної роботи в педінститутах // УІЖ. — 1968. — № 4.
- Економічна співпраця між країнами РЕВ // Економіка Рад. України. — 1977. — № 2.